# Adesio Lombardo
Adesio Rafael Lombardo Rossi, (nacido el 2 de febrero de 1925 en Uruguay) es un exjugador de baloncesto uruguayo. Fue medalla de bronce con Uruguay en los Juegos Olímpicos de Helsinki 1952.
Es el sexto máximo anotador de la historia de la Federación Uruguaya de Basket con 7630 puntos.